# Amapá Clube
Der Amapá Clube, in der Regel nur kurz Amapá genannt, ist ein Fußballverein aus Macapá im brasilianischen Bundesstaat Amapá.

## Erfolge
- Staatsmeisterschaft von Amapá: 1945, 1950, 1951, 1953, 1973, 1975, 1979, 1987, 1988, 1990

## Stadion

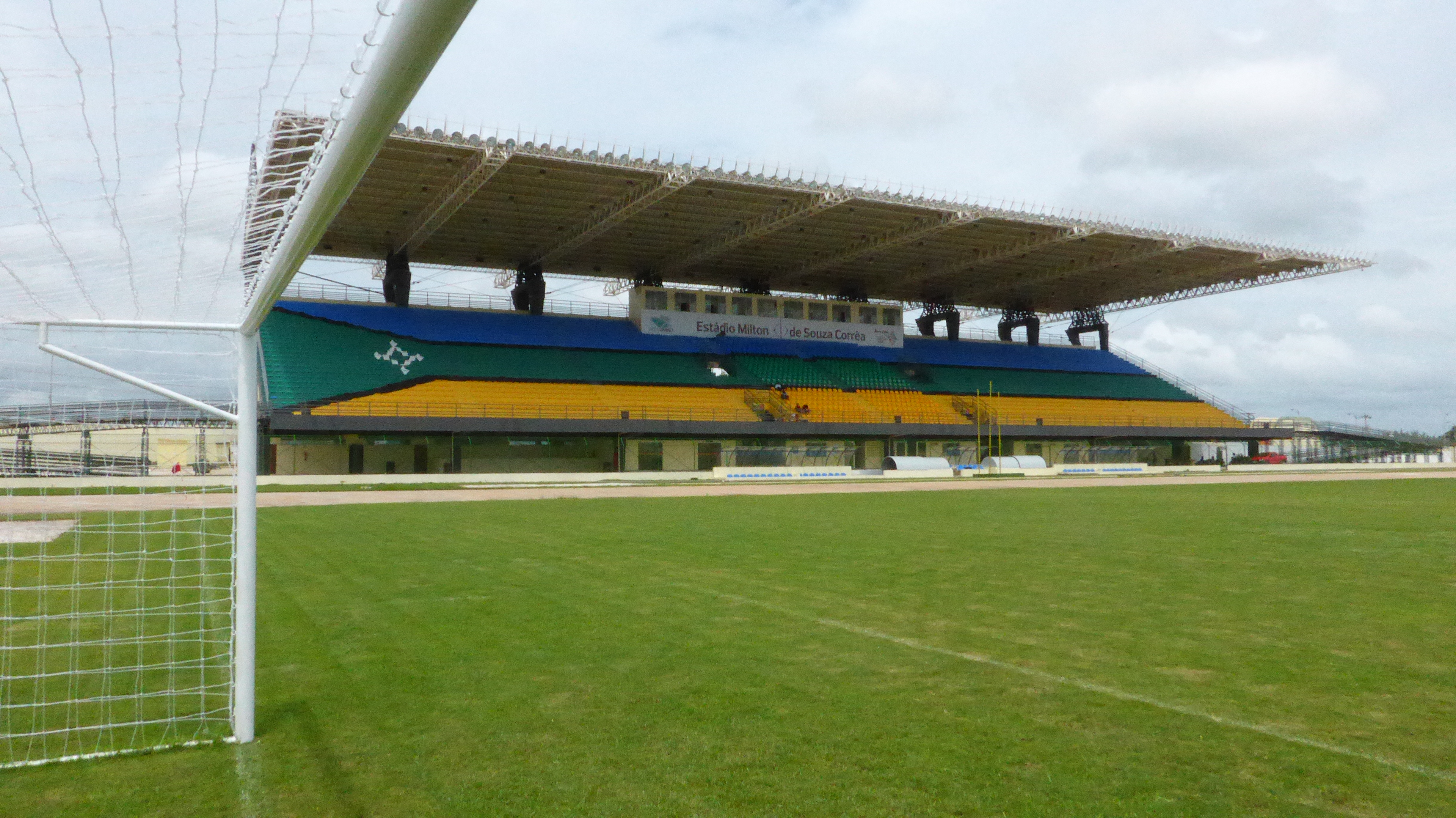
Estádio Milton Corrêa (Zerão)

Der Verein trägt seine Heimspiele im Estádio Milton Corrêa, auch unter dem Namen Zerão  bekannt, in Macapá aus. Das Stadion hat ein Fassungsvermögen von 13.680 Personen.